# Deutsche Nierenstiftung
Die Deutsche Nierenstiftung wurde 1997 von Fokko van der Woude, Hendrika van der Woude-Griesen und Carl-Heinrich Esser errichtet. Sie ist eine Stiftung nach dem Privatrecht und verfolgt ausschließlich und unmittelbar gemeinnützige und mildtätige Zwecke. Der Sitz der Stiftung ist Mannheim. Die Geschäftsstelle befindet sich in Darmstadt.
Ziele sind die Förderung der Forschung, die Unterstützung Betroffener und die Information der Öffentlichkeit um die Chronische Nierenerkrankung, auch CKD (Chronic Kidney Disease) genannt.

## Geschichte
Am 23. Juni 1997 gründeten Fokko van der Woude, Hendrika van der Woude-Griesen und Carl-Heinrich Esser die Deutsche Nierenstiftung. Nach der Unterzeichnung der Satzung in Mannheim wurde die Gründung der Stiftung vom Regierungspräsidium Karlsruhe genehmigt. Die holländische Nierenstiftung fungierte als Vorbild für die Gründer. Jürgen Schwiezer übernahm den Vorsitz. Seit Bestehen der Deutschen Nierenstiftung wurden mehr als 40 Stipendien vergeben, Informationsbroschüren zu Themen um Nierenerkrankungen herausgegeben und Betroffene unterstützt.

## Gremien
Die Organe der Deutschen Nierenstiftung bestehen aus dem Vorstand, dem Stiftungsrat und Gremien. Vorsitzender ist Bernd Krüger. Vorsitzender des Stiftungsrates ist Rainer Nowack. Die Mitglieder der Organe sind in der Deutschen Nierenstiftung ehrenamtlich tätig. Neben der Stiftung selbst gibt es einen Förderverein.

## Förderverein
Der Förderverein wurde zusammen mit der Deutschen Nierenstiftung gegründet. Er unterstützt die Ziele der Deutschen Nierenstiftung und soll dadurch die Behandlung und Versorgung nierenkranker Menschen verbessern. Vereinszweck ist die Beschaffung von Geldmitteln, die Entgegennahme von Spenden, sowie die Verwaltung und Weiterleitung dieser Mittel an die Deutsche Nierenstiftung. Mit den Mitgliedsbeiträgen sollen Projekte im Bereich Nierenkrankheiten dauerhaft finanziert werden. Mitglied werden können natürliche wie juristische Personen. Für Unternehmen und Organisationen gibt es Fördermitgliedschaften.
Sitz des Fördervereins ist Mannheim, die Geschäftsstelle befindet sich in Darmstadt.

## Schirmherrschaft
Senta Berger ist seit 2011 offizielle Schirmherrin der Deutschen Nierenstiftung. Im Rahmen von Dreharbeiten für die Arztserie “Dr. Schwarz und Dr. Martin” des Bayerischen Rundfunks nahm sie den Einblick in eine Dialysestation zum Anlass, sich für das Thema Nieren starkzumachen.
Weitere prominente Botschafter, die die Aktion Kinderwünsche der Deutschen Nierenstiftung unterstützen, sind der Schauspieler und Parodist Hans-Joachim Heist, die Politikerin Brigitte Zypries (SPD), die Schauspielerin Anke Sevenich, der Fußballspieler Ivan Klasnić und der Kabarettist Frank-Markus Barwasser.

## Aktivitäten
- Die Aktion Kinderwünsche der Deutschen Nierenstiftung widmet sich der Erfüllung der Herzenswünsche von Kindern, deren Eltern und Geschwister nierenkrank sind.[5]
- Jährlich veranstaltet die Deutsche Nierenstiftung zum Weltnierentag am zweiten Donnerstag im März Aktionen, um über Nierenerkrankungen aufzuklären und zu informieren. Im Jahr 2012 wurde z. B. eine Informationskampagne zum Thema Organspende durchgeführt.[6]
- Seit 2012 veranstaltet die Deutsche Nierenstiftung einmal jährlich ein Wissenschaftliches Symposium. Im Jahr 2014 fand das 3. Wissenschaftliche Symposium zum Thema “Chronische Nierenerkrankung – Die unbekannte Volkskrankheit” statt.[7]

## Publikationen
- Broschüren  um das Organ Niere und Nierenerkrankungen.
- Nierenstark Magazin